# Hedonism (Just Because You Feel Good)
Hedonism (Just Because You Feel Good) песма је британског рок бенда Skunk Anansie. Објављена је у јануару 1997. године, као сингл са њиховог другог студијског албума, Stoosh. Песма је достигла на 13. место рекордне листе UK Singles Chart и сертификована је сребрном наградом у фебруару 2019. за продају у преко 200.000 примерака. Сингл је такође достигао на листу десет најбољих хитова у Холандији, Норвешкој и Швајцарској.
На Исланду песма је достигла на прво место. Ово се сматра једном од најпознатијих песама Skunk Anansie и чест избор песме за извођење на њиховим концертима. Скин је извела песму самостално на многим својим свиркама.

## Музички видео
Спот је режирао Томас Кригер, који је такође режирао и њихов сингл Brazen (Weep). Видео приказује бенд како наступа у стану, где се касније појевљује неклико необичних људи. Видео садржи рачунарски-генерисане снимке лица неких људи у споту, како би се дубље изразиле њихове емоције. Спот је такође изазвао мању полемику због контроверзне сцене у којој се две женске особе љубе језиком.